# Lomographa pallidaria
Lomographa pallidaria là một loài bướm đêm trong họ Geometridae.